# جیمز بیگدن
جیمز بیگدن (انگلیسی: James Bigden؛ زادهٔ ۱۸۸۰) ورزشکار فوتبال اهل بریتانیا است.
از باشگاه‌هایی که در آن بازی کرده‌است می‌توان به باشگاه فوتبال وستهام یونایتد، باشگاه فوتبال آرسنال، باشگاه فوتبال بری، و باشگاه فوتبال ساوتند یونایتد اشاره کرد.
جیمز در پاپلار، لندن به دنیا آمد و از سن ۱۳ سالگی فوتبال حرفه‌ای را شروع کرد.